# Ingegerd Risberg-Leiditz
Ingegerd Risberg-Leiditz, född 20 februari 1896 i Göteborg, död 26 december 1994, var en svensk-norsk målare och grafiker.
Hon var dotter till sjökaptenen Johan Erik Risberg och Anna Schalin och från 1920 gift med översten Leif Leiditz. Hon studerade konst för Axel Langlet, Eva Jancke-Björk och Albert Eldh vid Slöjdföreningens skola och för Birger Simonsson vid Valands målarskola i Göteborg. Därefter studerade hon etsning för Emil Johanson-Thor och Harald Sallberg vid Konstakademiens etsningsskola i Stockholm. Hon medverkade i utställningen Konstnärer i landsflykt 1944 och i en utställning på Göteborgs konsthall 1948 samt i ett antal utställningar i Norge. Bland hennes offentliga och större arbeten märks en väggmålning för Skyttelaget i Trögstad Norge 1930 samt ett antal väggmålningar i privata villor. Som illustratör illustrerade hon ett par böcker i Barnbiblioteket Saga och Trond Stamsøs Petter og skøyerstrekene hans samt illustrationer för Göteborgs Handels- och Sjöfarts-Tidning och Husmodern. Hon designade också Morokuliens flagga samt skivomslag åt dottern, vissångerskan Solveig Löwenhard (känd som Susanne Löwenhard). Hennes konst består av blomsterstilleben och landskapsmotiv från Sverige och Sætersdalen i Norge.